# Vlado Golob
Vlado Golob, slovenski glasbeni publicist, urednik in pedagog, * 28. december 1914, Kozje, † 7. februar 1986, Maribor.
Golob je leta 1941 najprej končal študij slavistike na Filozofski fakulteti, nato pa še 1952 študij glasbene zgodovine na Akademiji za glasbo v Ljubljani. V letih 1943 do 1944 je bil v partizanih član kulturne skupine Ljubljanske brigade. Po končani vojni se je zaposlil na Radio Ljubljana, kjer je bil urednik, nato pa tajnik Slovenske filharmonije. Leta 1954 se je zaposlil na srednji glasbeni šoli v Mariboru. Sodeloval je tudi s časopisom Večer, v katerm je od 1957 objavljal glasbene kritike. Golob je  komponiral tudi glasbo za odrska dela, uprizorjena v SNG Maribor.
Bil je brat novinarja Srečka Goloba.